# Nematobrachion
Nematobrachion é um género de krill.